# 卡里科拉
卡里科拉，是西班牙巴伦西亚自治区巴伦西亚省的一个市镇。总面积5平方公里，总人口83人（2001年），人口密度17人/平方公里。